# سعدان سنجابي عاري الأذن
سعدان سنجابي عاري الأذن (بالإنجليزية: Saimiri ustus) هو سعدان سنجابي يستوطن البرازيل وربما شرق بوليفيا.